# Halloy (Pas-de-Calais)
Pour les articles homonymes, voir Halloy.
Halloy est une commune française située dans le département du Pas-de-Calais en région Hauts-de-France. Ses habitants sont appelés les Halloyens.
La commune fait partie de la communauté de communes des Campagnes de l'Artois qui regroupe 96 communes et compte 33 141 habitants en 2021.

## Géographie

### Localisation
Localisée dans le sud-est du département du Pas-de-Calais et limitrophe du département de la Somme, Halloy est une commune située, à vol d'oiseau, à 6 km à l'est de la commune de Doullens, à 28 km au sud-ouest de la commune d’Arras (chef-lieu d'arrondissement et préfecture du Pas-de-Calais) et à 29 km au nord-est de la commune d'Amiens (aire d'attraction).
Le territoire de la commune est limitrophe de ceux de cinq communes, dont deux, Grouches-Luchuel et Lucheux, dans le département de la Somme.
Les communes limitrophes sont  Amplier, Grouches-Luchuel, Lucheux, Orville et Pommera.

### Géologie et relief
La superficie de la commune est de 3,40 km2 ; son altitude varie de 115  à   158 mètres.

### Hydrographie
Le territoire de la commune, situé dans le bassin Artois-Picardie, est traversé par le Beaurepaire, cours d'eau naturel non navigable de 2,27 km, qui prend sa source dans la commune et finit sa course au niveau de la commune d’Authieule.

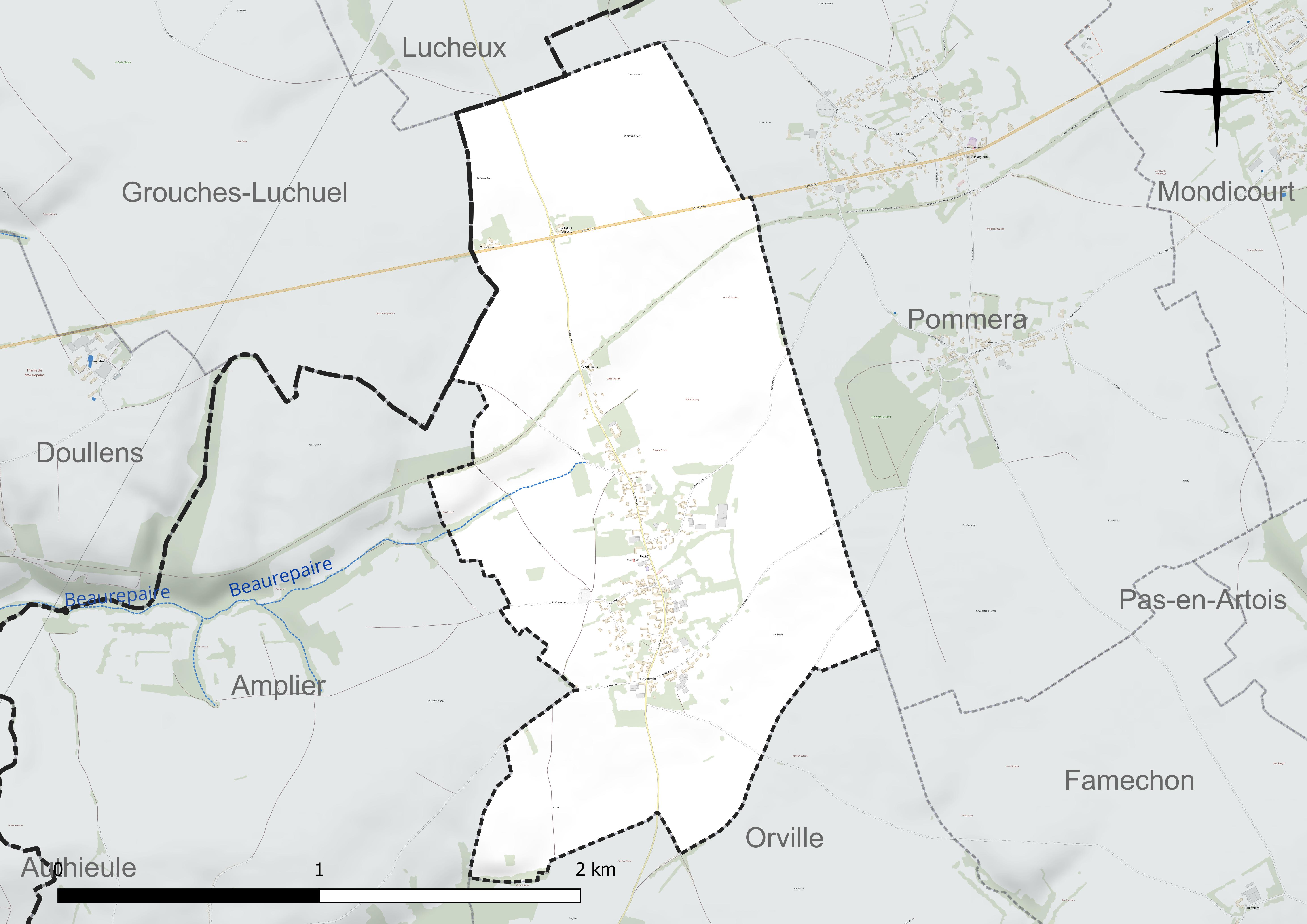
Réseau hydrographique d'Halloy.

### Climat
Pour des articles plus généraux, voir Climat des Hauts-de-France et Climat du Pas-de-Calais.
En 2010, le climat de la commune est de type climat des marges montargnardes, selon une étude du CNRS s'appuyant sur une série de données couvrant la période 1971-2000. En 2020, Météo-France publie une typologie des climats de la France métropolitaine dans laquelle la commune est exposée à un climat océanique et est dans la région climatique Côtes de la Manche orientale, caractérisée par un faible ensoleillement (1 550 h/an) ; forte humidité de l’air (plus de 20 h/jour avec humidité relative > 80 % en hiver), vents forts fréquents.
Pour la période 1971-2000, la température annuelle moyenne est de 10 °C, avec une amplitude thermique annuelle de 14 °C. Le cumul annuel moyen de précipitations est de 863 mm, avec 12,6 jours de précipitations en janvier et 9,2 jours en juillet. Pour la période 1991-2020, la température moyenne annuelle observée sur la station météorologique la plus proche, située sur la commune de Saulty à 10 km à vol d'oiseau, est de 10,4 °C et le cumul annuel moyen de précipitations est de 899,7 mm,. Pour l'avenir, les paramètres climatiques de la commune estimés pour 2050 selon différents scénarios d'émission de gaz à effet de serre sont consultables sur un site dédié publié par Météo-France en novembre 2022.

### Paysages
Pour un article plus général, voir Paysage en France.
La commune s'inscrit dans l'est du « paysage du val d’Authie » tel que défini dans l’atlas des paysages de la région Nord-Pas-de-Calais, conçu par la direction régionale de l'Environnement, de l'Aménagement et du Logement (DREAL),.
Ce paysage, qui concerne 83 communes, se délimite : au sud, dans le département de la  Somme par le « paysage de l’Authie et du Ponthieu, dépendant de l’atlas des paysages de la Picardie et au nord et à l’est par les paysages du Montreuillois, du Ternois et les paysages des plateaux cambrésiens et artésiens. Le caractère frontalier de la vallée de l’Authie, aujourd’hui entre le Pas-de-Calais et la Somme, remonte au Moyen Âge où elle séparait le royaume de France du royaume d’Espagne, au nord.
Son coteau Nord est net et escarpé alors que le coteau Sud offre des pentes plus douces. À l’Ouest, le fleuve s’ouvre sur la baie d'Authie, typique de l’estuaire picard, et se jette dans la Manche. Avec son vaste estuaire et les paysages des bas-champs, la baie d’Authie contraste avec les paysages plus verdoyants en amont.
L’Authie, entaille profonde du plateau artésien, a créé des entités écopaysagères prononcées avec un plateau calcaire dont l’altitude varie de 100  à   163 m qui s’étend de chaque côté du fleuve. L’altitude du plateau décline depuis le pays de Doullens, à l'est (point culminant à 163 m), vers les bas-champs picards, à l'ouest (moins de 40 m). Le fond de la vallée de l’Authie, quant à lui, est recouvert d’alluvions et de tourbes. L’Authie est un fleuve côtier classé comme cours d'eau de première catégorie où le peuplement piscicole dominant est constitué de salmonidés. L’occupation des sols des paysages de la Vallée de l’Authie est composée pour 70 % en culture.

### Milieux naturels et biodiversité

#### Zone naturelle d'intérêt écologique, faunistique et floristique
L’inventaire des zones naturelles d'intérêt écologique, faunistique et floristique (ZNIEFF) a pour objectif de réaliser une couverture des zones les plus intéressantes sur le plan écologique, essentiellement dans la perspective d’améliorer la connaissance du patrimoine naturel national et de fournir aux différents décideurs un outil d’aide à la prise en compte de l’environnement dans l’aménagement du territoire.
Le territoire communal comprend une ZNIEFF de type 1 : la vallée de la Quillienne, ses vallons adjacents et bois d'Orville, d’une superficie de 2 143 ha et d'une altitude variant de 65  à   154 mètres. Cette vallée associe des influences thermophiles dans les lisières et sur les pelouses et un caractère psychrophile au niveau des forêts de ravins. Une partie du site est occupée par l’agriculture intensive.

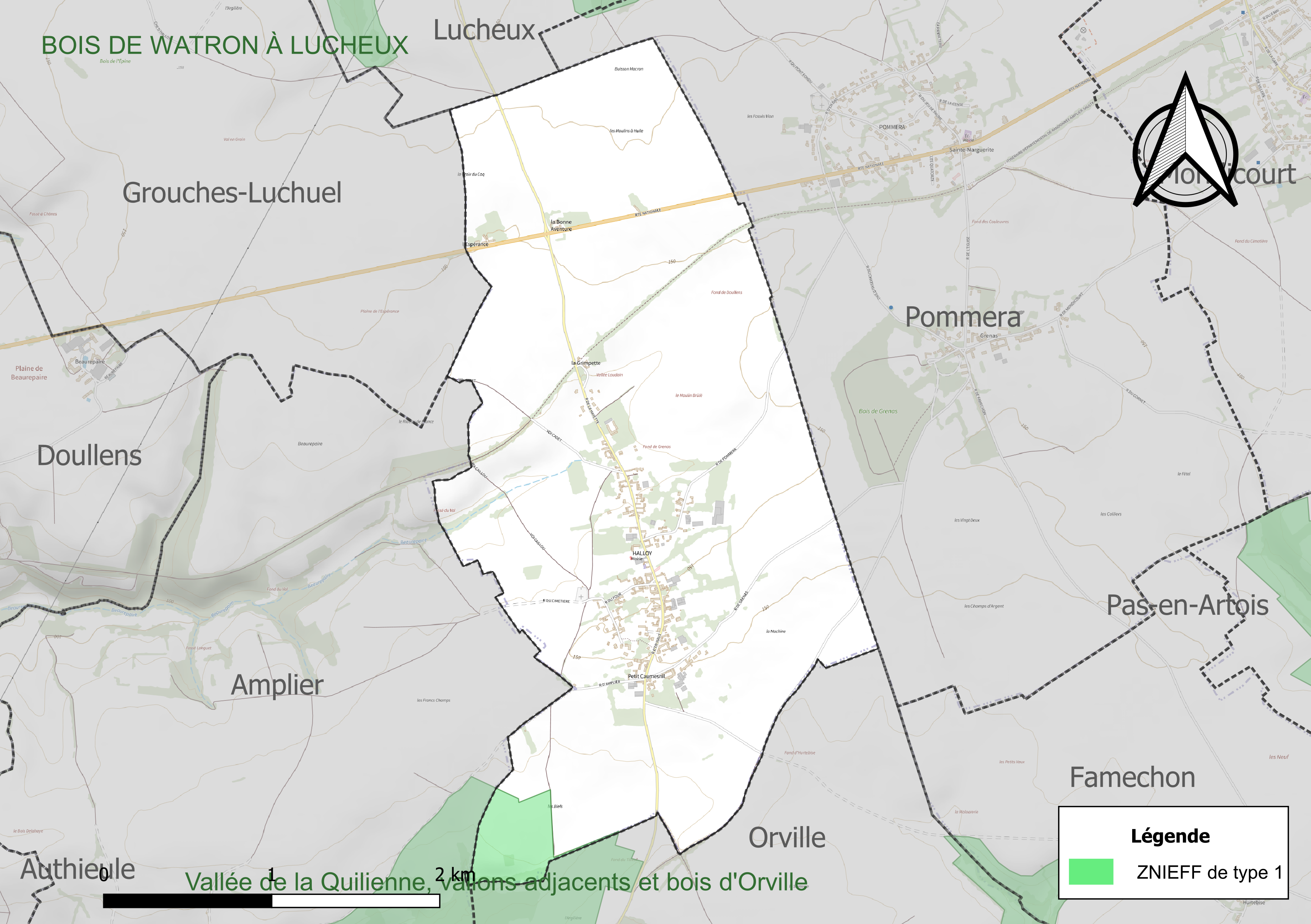
Carte de la ZNIEFF sur la commune.

#### Espèces faunistiques et floristiques
Le site de l’Inventaire national du patrimoine naturel (INPN) recense plusieurs espèces faunistiques et floristiques sur le territoire de la commune dont certaines sont protégées et d’autres menacées et quasi-menacées.

## Urbanisme

### Typologie
Au 1er janvier 2024, Halloy est catégorisée commune rurale à habitat dispersé, selon la nouvelle grille communale de densité à sept niveaux définie par l'Insee en 2022.
Elle est située hors unité urbaine. Par ailleurs la commune fait partie de l'aire d'attraction d'Amiens, dont elle est une commune de la couronne,. Cette aire, qui regroupe 369 communes, est catégorisée dans les aires de 200 000 à moins de 700 000 habitants,.

### Occupation des sols
L'occupation des sols de la commune, telle qu'elle ressort de la base de données européenne d’occupation biophysique des sols Corine Land Cover (CLC), est marquée par l'importance des territoires agricoles (92,7 % en 2018), une proportion identique à celle de 1990 (92,7 %). La répartition détaillée en 2018 est la suivante : 
terres arables (72 %), prairies (20,8 %), zones urbanisées (7,3 %). L'évolution de l’occupation des sols de la commune et de ses infrastructures peut être observée sur les différentes représentations cartographiques du territoire : la carte de Cassini (XVIIIe siècle), la carte d'état-major (1820-1866) et les cartes ou photos aériennes de l'IGN pour la période actuelle (1950 à aujourd'hui).

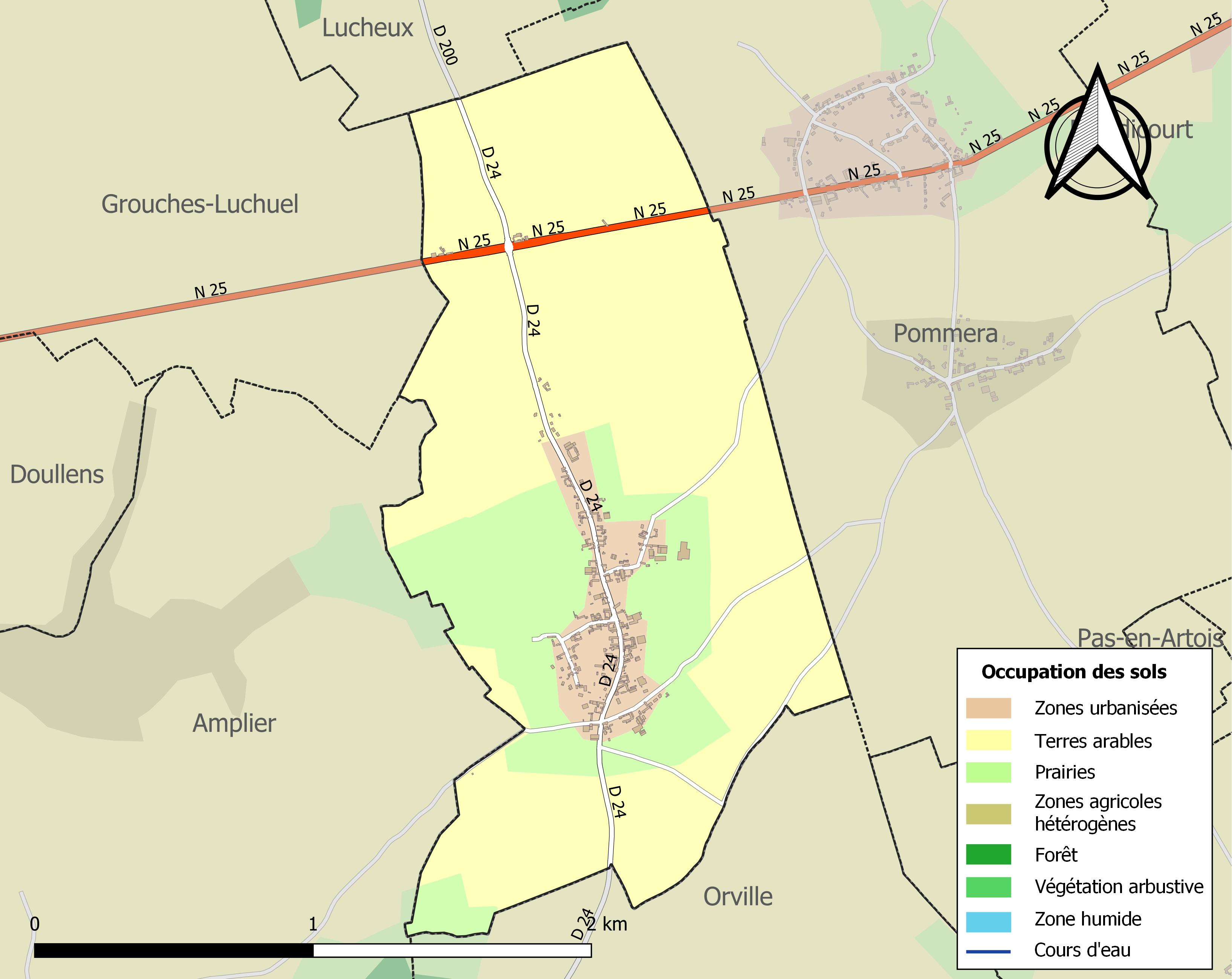
Carte des infrastructures et de l'occupation des sols de la commune en 2018 (CLC).

### Voies de communication et transports

#### Voies de communication
La commune est desservie par la route départementale D 24 et par la route nationale 25 reliant Amiens à Arras.

#### Transports
La commune se trouve à 32 km, au sud-ouest, de la gare d'Arras, située sur la ligne de Paris-Nord à Lille, desservie par des TGV inOui et des trains régionaux du réseau TER Hauts-de-France.

## Toponymie

### Attestations anciennes et actuelles
Le nom de la localité est attesté sous les formes Haletum en 1120 ; Haleium en 1143 ; Halei en 1146 ; Hallo vilaris en 1147 ; Alerium en 1150 ; in territorio Halleii vers 1150 ; Halo villaris en 1155 ; Haleel en 1158 ; Haloi en 1175 ; Halloi en 1221 ; Halloy en 1221 ; « cultura de Haloy sitam in territorio de Grandivillare » en 1255 ; Halerum en 1298 ; de Haloy prope Granviler, in villa de Haloy en 1307 ; Halloas en 1340 ; Hallegum, Halloyum en 1350 ; Haloy en 1373; Halloy en 1793 et depuis 1801.

### Étymologie
Du germanique hasal « noisetier » et du suffixe roman collectif -etum , ce qui a dû signifier « ensemble de noisetiers ».

## Histoire
Le village a été créé par l’abbaye de Lannoy qui possédait ce lieu dès le XIIe siècle. Ce lieu dépendit de Grandvilliers jusqu’au XIVe siècle (voir la forme du nom de la localité de 1255).
Halloy comptait avant la Révolution française, une famille noble portant le nom du village. Jeanne de Halloy, vivant en 1236, était l'épouse d' Ansel de Tramecourt, dit Tranchant, chevalier, seigneur de Tramecourt.
Avant la Révolution française, Halloy était le siège d'au moins une seigneurie.
Maximilien de Gosson, seigneur de Halloy, mort au siège de Bergues-Saint-Winoc, lieutenant de la compagnie d'hommes d'armes du duc d'Arschot. Maximilien est le fils de François Gosson, chevalier, capitaine de 200 chevaux et commis par la reine de Hongrie (Marie de Hongrie (1505-1558), au gouvernement de la ville de Lille, pendant l'absence du seigneur de Courrières, alors en ambassade en Angleterre. François de Gosson était fils de Philippe de Gosson, chevalier et de Charlotte de Ghistelle, et frère de Catherine de Gosson, épouse de Michel de Pressy.
Jean II de Pressy, fils de Michel, chevalier, seigneur de Halloy, a participé à plusieurs actions militaires. Il est issu du côté maternel de la maison de Halloy dont il est l'héritier par la mort de Maximilien de Gosson, seigneur de Halloy, mort au siège de Bergues-Saint-Winoc, lieutenant de la compagnie d'hommes d'armes du duc d'Arschot. Il a épousé Catherine de Gosson.
Charles de Pressy, fils de Jean II, écuyer, seigneur de Flencques, Halloy, Esterpignie, Ligni, Ambrines, Hondescotte-es-Saint-Nazaire, est fait chevalier par lettres faites à Madrid le 29 décembre 1625. Il a servi dans la compagnie de 300 hauts bourguignons du seigneur de Werp, gouverneur des villes de Maestricht et de Wicq. Puis il a été alfère (porte-drapeau) au tercio (unité militaire) de feu le comte de Solre, avec lequel il a participé au siège de Cambrai, au siège d'Ardres, au siège de Calais, à l'attaque des château et ville de Doullens. En ce lieu, entrant le premier, il a conservé au péril de sa vie le dépôt des munitions. Il a continué de servir en la compagnie du comte de Solre avec 5 ou 6 chevaux à ses frais.
Jusqu'à la veille de la Révolution française, Halloy, Amplier et le hameau de Caumesnil ne forment avec Orville qu'une communauté d'habitants. Par décret du 31 janvier 1852, le hameau du Petit-Caumesnil est distrait de la commune d'Orville et rattaché à celle d'Halloy.

## Politique et administration

### Découpage territorial
La commune se trouve dans l'arrondissement d'Arras du département du Pas-de-Calais, depuis 1801.

#### Commune et intercommunalités
La commune est membre de la communauté de communes des Campagnes de l'Artois.

#### Circonscriptions administratives
La commune est rattachée au canton d'Avesnes-le-Comte. Avant le redécoupage cantonal de 2014, elle était, depuis 1803, rattachée au canton de Pas-en-Artois.

#### Circonscriptions électorales
Pour l'élection des députés, la commune fait partie de la première circonscription du Pas-de-Calais.

### Élections municipales et communautaires

#### Liste des maires
| Période                                  | Période                        | Identité          | Étiquette | Qualité                                                |
| ---------------------------------------- | ------------------------------ | ----------------- | --------- | ------------------------------------------------------ |
| Les données manquantes sont à compléter. |                                |                   |           |                                                        |
|                                          |                                |                   |           |                                                        |
| mars 2001                                | 2008                           | Daniel Fournier   |           |                                                        |
| mars 2008                                | 25 décembre 2012               | Gilbert Desmet    |           | Principal Retraité Mort en fonction                    |
| 14 mars 2013                             | 2014                           | Aurélien Desmet   |           | Avocat, fils du précédent.                             |
| 2014                                     | En cours (au 16 décembre 2022) | Jean-Louis Cauvet |           | Gendarme à la retraite Réélu pour le mandat 2020-2026, |

## Équipements et services publics

### Enseignement
La commune est située dans l'académie de Lille et dépend, pour les vacances scolaires, de la zone B.
Elle administre une école primaire en regroupement pédagogique intercommunal (RPI 12) et une école élémentaire.

### Justice, sécurité, secours et défense
La commune dépend du tribunal judiciaire d'Arras, du conseil de prud'hommes d'Arras, de la cour d'appel de Douai, du tribunal de commerce d'Arras, du tribunal administratif de Lille, de la cour administrative d'appel de Douai, du pôle nationalité du tribunal judiciaire d’Arras et du tribunal pour enfants d'Arras.

## Population et société

### Démographie
Les habitants de la commune sont appelés les Halloyens.

#### Évolution démographique
L'évolution du nombre d'habitants est connue à travers les recensements de la population effectués dans la commune depuis 1793. Pour les communes de moins de 10 000 habitants, une enquête de recensement portant sur toute la population est réalisée tous les cinq ans, les populations de référence des années intermédiaires étant quant à elles estimées par interpolation ou extrapolation. Pour la commune, le premier recensement exhaustif entrant dans le cadre du nouveau dispositif a été réalisé en 2004.

En 2022, la commune comptait 196 habitants, en évolution de −12,89 % par rapport à 2016 (Pas-de-Calais : −0,72 %, France hors Mayotte : +2,11 %).
| 1793 | 1800 | 1806 | 1821 | 1831 | 1836 | 1841 | 1846 | 1851 |
| ---- | ---- | ---- | ---- | ---- | ---- | ---- | ---- | ---- |
| 432  | 377  | 396  | 427  | 470  | 456  | 494  | 489  | 504  |

| 1856 | 1861 | 1866 | 1872 | 1876 | 1881 | 1886 | 1891 | 1896 |
| ---- | ---- | ---- | ---- | ---- | ---- | ---- | ---- | ---- |
| 597  | 611  | 601  | 523  | 507  | 439  | 442  | 467  | 423  |

| 1901 | 1906 | 1911 | 1921 | 1926 | 1931 | 1936 | 1946 | 1954 |
| ---- | ---- | ---- | ---- | ---- | ---- | ---- | ---- | ---- |
| 403  | 414  | 390  | 394  | 410  | 376  | 364  | 341  | 330  |

| 1962 | 1968 | 1975 | 1982 | 1990 | 1999 | 2004 | 2006 | 2009 |
| ---- | ---- | ---- | ---- | ---- | ---- | ---- | ---- | ---- |
| 298  | 286  | 259  | 250  | 223  | 209  | 213  | 223  | 236  |

| 2014 | 2019 | 2022 | - | - | - | - | - | - |
| ---- | ---- | ---- | - | - | - | - | - | - |
| 228  | 203  | 196  | - | - | - | - | - | - |

#### Pyramide des âges
En 2018, le taux de personnes d'un âge inférieur à 30 ans s'élève à 28,6 %, soit en dessous de la moyenne départementale (36,7 %). À l'inverse, le taux de personnes d'âge supérieur à 60 ans est de 28,5 % la même année, alors qu'il est de 24,9 % au niveau départemental.
En 2018, la commune comptait 110 hommes pour 100 femmes, soit un taux de 52,38 % d'hommes, largement supérieur au taux départemental (48,50 %).
Les pyramides des âges de la commune et du département s'établissent comme suit.
| Hommes | Classe d’âge | Femmes |
| ------ | ------------ | ------ |
| 0,0    | 90 ou +      | 1,0    |
| 8,5    | 75-89 ans    | 14,4   |
| 18,9   | 60-74 ans    | 14,4   |
| 27,4   | 45-59 ans    | 21,6   |
| 15,1   | 30-44 ans    | 21,6   |
| 8,5    | 15-29 ans    | 11,3   |
| 21,7   | 0-14 ans     | 15,5   |

| Hommes | Classe d’âge | Femmes |
| ------ | ------------ | ------ |
| 0,5    | 90 ou +      | 1,6    |
| 5,6    | 75-89 ans    | 8,9    |
| 16,7   | 60-74 ans    | 18,1   |
| 20,2   | 45-59 ans    | 19,2   |
| 18,9   | 30-44 ans    | 18,1   |
| 18,2   | 15-29 ans    | 16,2   |
| 19,9   | 0-14 ans     | 17,9   |

## Culture locale et patrimoine

### Lieux et monuments
- L'église Saint-Éloi, reconstruite au XIXe siècle[41]. Elle héberge onze éléments patrimoniaux, répertoriés dans la base Palissy, inscrits au titre d'objet des monuments historiques[42]. La première église paroissiale est bâtie entre 1756 et 1762, pendant la cure du premier affectataire, Robert Pombourcq, plus tard, curé constitutionnel d'Orville en 1792.
- Le monument aux morts[43].

### Héraldique, logotype et devise
| Blason de Halloy | Blason  | De sable au lion d'or à senestre; au franc-canton d'argent chargé d'un arbre de sinople. |
| Blason de Halloy | Détails | Le statut officiel du blason reste à déterminer.                                         |

## Pour approfondir